# Naturkunde-Museum (Bamberg)
Das Naturkunde-Museum in Bamberg zeigt in historischen Räumen Exponate zur Naturgeschichte. Dazu gibt es Räumlichkeiten für wechselnde Ausstellungen.

## Geschichte
Fürstbischof Franz Ludwig von Erthal von Bamberg richtete 1791 das Naturkundemuseum als Naturalienkabinett ein. Ziel war die Erfassung, das Sammeln, die Katalogisierung und die Erforschung von Biologie und Geologie des Hochstifts Bamberg.
Um im Sinne der Aufklärung Forschung und Lehre zu einer Einheit zu vereinigen, wurde das Naturalienkabinett in den Räumen der Universität im Jesuitenkolleg in der Inselstadt untergebracht, wo es sich noch heute befindet. Zielgruppe waren Professoren und Studenten der Universität, weniger interessierte Laien.
Nach Aufhebung der Universität wurde das Naturalienkabinett 1803 neu gegründet und nahm unter Leitung von Dionysius Linder (1762–1838) 1822 pomologische Bestände des Benediktinerklosters Banz auf. Die nunmehrige Lindersche Naturalienkabinettsstiftung wurde sukzessive erweitert; Julius von Minutoli stiftete zahlreiche Exponate aus seinen Reisen ins außereuropäische Ausland.
Heute ist das Naturkunde-Museum Bamberg im Eigentum der Lyzeumstiftung Bamberg. Die Generaldirektion der Staatlichen Naturwissenschaftlichen Sammlungen Bayerns in München betreut das Museum.
Mitarbeiter des Naturkunde-Museums Bamberg waren federführend bei der Erschließung der fossilienreichen Wattendorfer Plattenkalke.

## Vogelsaal

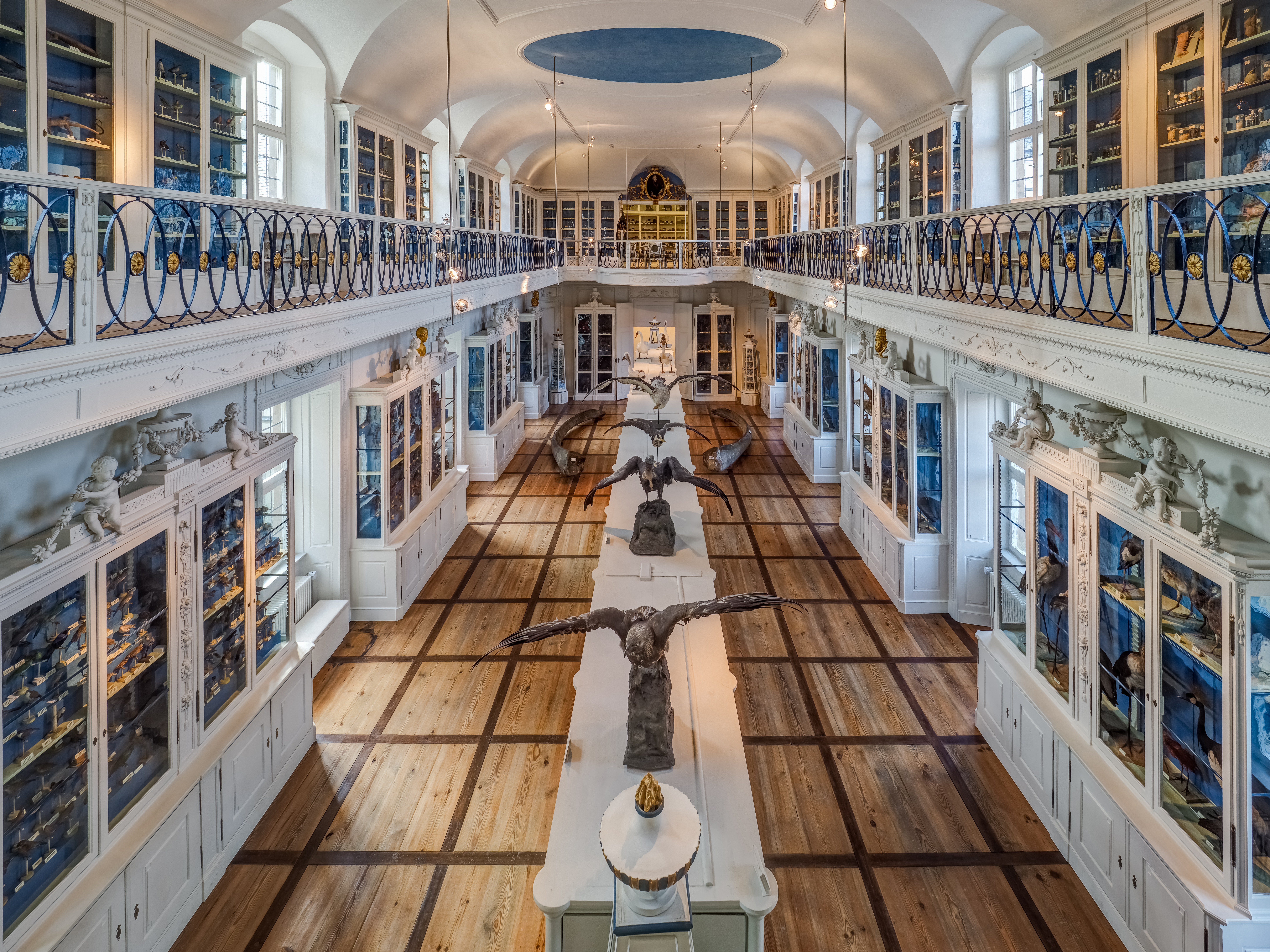
Blick in den Vogelsaal

Das Naturkunde-Museum besitzt mit dem Vogelsaal den einzigen original erhaltenen musealen Schauraum des 19. Jahrhunderts. Der 1810 fertiggestellte Saal diente Professoren und Studenten als Lehrsaal; er entspricht in seiner Konzeption eher den damaligen Anforderungen des akademischen Betriebes als heutigen museumspädagogischen Auffassungen. Somit ist der Vogelsaal ein Museum im Museum, in dem die Vogelsammlung konzentriert wurde, woraus der Name des Saales entstand. In der unteren Etage werden europäische und exotische Vögel präsentiert, in der Galerie sind wirbellose Tiere, Fische, Amphibien, Reptilien, exotische Singvögel, Säugetiere und Botanik zu sehen.
Warum der Vogelsaal nie modernisiert wurde, ist ungeklärt. Nachdem das Naturalienkabinett durch Aufhebung der Universität 1803 eine wichtige Funktion, nämlich die Lehre, verloren hatte, hatte die bayerische Krone als neuer Besitzer wohl nicht das Interesse an einer Modernisierung, und Linder interessierte sich vornehmlich für den Erhalt der von ihm seit 1790 aufgebauten obstkundlichen Sammlung.
In den 1970er Jahren wurde der Saal saniert, wobei die Vitrinen eine Farbfassung in Kremserweiß erhielten. In der 2006 begonnenen und 2010 beendeten erneuten Sanierung wurde die originale Farbfassung außen in gedecktem Weiß und innen in Bergblau wiederhergestellt. In der Fachliteratur wird der Saal als „eines der weltweit schönsten, original erhaltenen Naturalienkabinette aus der Übergangszeit zwischen Spätbarock und Klassizismus“ bezeichnet.

## Sammlungen
Das Naturkunde-Museum besitzt rund 200.000 Sammlungsobjekte aus den Bereichen Geologie, Mineralogie, Paläontologie, Zoologie und Botanik.
Besonders erwähnenswert sind:
- Mineraliensammlung längst erloschener Fundstellen des ostbayerischen Grundgebirges.
- Sammlung mit über 2000 Belegen zu rund 60 historischen Erzlagerstätten in Oberfranken, der nördlichen Oberpfalz, des Spessarts und des Odenwalds.
- Sammlung von etwa 1000 Weißjura-Ammoniten, darunter Typenmaterial.
- Eine von weltweit nur etwa 24 erhaltenen vollständigen Dermoplastiken des afrikanischen Quagga.[5]
- Regionale Insektensammlung mit Schwerpunkt Hymenoptera. Sie dokumentiert mit rund 60.000 Einzelbelegen den Artenbestand des Bamberger Raumes um 1930.
- Historische Sammlung exotischer Vögel.
- Seltene Kollektion von rund 200 Wachsmodellen einheimischer Obstsorten, vorwiegend Äpfel, Birnen und Kirschen aus der Wende vom 18. zum 19. Jahrhundert. Die meisten der Sorten werden nicht mehr angebaut.

Das Naturkunde-Museum beherbergt weiterhin Einzelstücke mit regionalem Bezug, so die „Bamberger Wunderkette“, ein Beispiel für Mikroschnitzerei bei der über 150 Kerne in langjähriger Arbeit zu ornamentalen Miniaturen ausgearbeitet wurden.